# Johan Markussen
Adam Johan Isboseth Markussen (* 10. Oktober 1906 in Narsaq; † 2. März 1994) war ein grönländischer Künstler.

## Leben
Johan Markussen war der Sohn des Jägers Barnabas Josef Markus und seiner Frau Føbe Bibia Karen Eva. Am 15. Oktober 1926 heiratete er in Qaqortoq Nikoline Proba Malene Magdalene Poulsen (1899–1974), Tochter des Jägers Isboseth Thor Esajas Simon Poulsen und seiner Frau Kirsten Ruth Inger Elisabeth.
Johan Markussen wuchs traditionell als Jäger auf, wurde dann aber zum Böttcher gelehrt. Bei einem Unfall verlor er seinen Daumen und musste mit der Arbeit aufhören. Ende der 1950er Jahre begann er, Tupilaat und andere Figuren zu schnitzen. So kam er erst im Alter erstmals mit der Kunst in Berührung, bevor er sich um 1970 der Malerei widmete. Ursprünglich malte er mit Fahrradlack auf Masonit, Materialien die er leicht erwerben konnte. Um 1990 wechselte er aus gesundheitlichen Gründen zu Acrylfarben.
Er hatte nie eine künstlerische Ausbildung erhalten und so gelten seine Werke als Naive Kunst. Auf seinen Gemälden sieht man Szenen des traditionellen grönländischen Lebens. Manche Figuren fahren mit dem Kajak oder Umiak, während andere gefangene Robben zerlegen. Seine Werke strahlen Lebendigkeit und Frohsinn aus und sind meist naturnah in graublau, ocker und grün gehalten. Daneben zeichnete er auch und schilderte auch so die traditionelle Lebensweise der Grönländer, meist mit mehreren getrennten, aber thematisch zusammengehörigen Zeichnungen auf einem Blatt. Häufig zeichnete er Personen als Betrachter der Szenerie mit ins Bild. Obwohl viele seiner Zeichnungen realitätsnah sind, weichen andere davon ab und weisen surrealistische Züge auf, die mit der Mythologie der Grönländer einhergehen. Obwohl Johan Markussens Kunst für sehr unabhängig zur Kunst anderer gesehen wird, finden sich dennoch einige Parallelen zu anderen Künstlern. Seine Figuren ähneln denen Kârale Andreassens, die Art Wände aus Häusern zu entfernen, um das Geschehen darin darzustellen, gleicht der von Aron von Kangeq, aber er bediente sich auch Bibelmotiven sowie künstlerischen Verweisen zu Donald Duck.
Neben seinen Gemälden, Zeichnungen und Schnitzereien aus Holz, Speckstein und Knochen schrieb er auch einige Gedichte. Seine Werke sind im Narsaq-Museum, in der Schule von Narsaq oder im Grönländischen Nationalmuseum ausgestellt. Außerdem wurden sie in mehreren Orten in Grönland, in Dänemark und in Stockholm ausgestellt.
Johan Markussen starb 1994 im Alter von 87 Jahren. Er war der Großonkel der Künstler Buuti Pedersen (* 1955) und Nuka K. Godtfredsen (* 1970).